# كريستوفر ووه
كريستوفر ووه (مواليد 18 سبتمبر 2001) هو لاعب كرة قدم كاميروني يلعب في مركز المدافع في نادي لانس.

## روابط خارجية
- كريستوفر ووه على موقع الاتحاد الأوربي (الإنجليزية)
- كريستوفر ووه على موقع قاعدة بيانات كرة القدم.إي يو (الإنجليزية)
- كريستوفر ووه على موقع ليكيب (الفرنسية)
- كريستوفر ووه على موقع ناشيونال فوتبول تيمز (الإنجليزية)
- كريستوفر ووه على موقع Soccerway.com (الإنجليزية)
- كريستوفر ووه على موقع عالم كرة القدم.نت (الإنجليزية)
- كريستوفر ووه على موقع AS.com (الإسبانية)